# Iosîpivka, raionul Ternopil, regiunea Ternopil
Iosîpivka (în ucraineană Йосипівка) este o comună în raionul Ternopil, regiunea Ternopil, Ucraina, formată numai din satul de reședință.

## Demografie
Componența lingvistică a comunei Iosîpivka
     Ucraineană (99,6%)
     Alte limbi (0,4%)
Conform recensământului din 2001, majoritatea populației comunei Iosîpivka era vorbitoare de ucraineană (99,6%), existând în minoritate și vorbitori de alte limbi.